# Nahum Stelmach
Nahum Stelmach (en hebreo: נחום סטלמך‎; Petah Tikva, Mandato británico de Palestina; 19 de julio de 1936 – 27 de marzo de 1999) fue un futbolista y entrenador de fútbol de Israel que jugaba en la posición de centrocampista.

## Carrera

### Club
| Periodo   | Club               |
| --------- | ------------------ |
| 1951–1969 | Hapoel Petah Tikva |
| 1969–1970 | Bnei Yehuda        |
| 1970      | Hapoel Herzliya FC |

### Selección nacional
Jugó para Israel de 1956 a 1968, con la que anotó 22 goles en 61 partidos y disputó tres ediciones de la copa Asiática, de la que fue campeón en 1964 y el goleador del torneo en la edición de 1956. También participó en los Juegos Asiáticos de 1958.

### Entrenador
| Periodo   | Club                       |
| --------- | -------------------------- |
| 1967-1969 | Hapoel Petah-Tikvah        |
| 1969-1970 | Bnei Yehuda                |
| 1970      | Hapoel Haifa FC            |
| 1972-1973 | Hapoel Kfar Saba           |
| 1973-1974 | Beitar Jerusalem           |
| 1975-1977 | Beitar Jerusalem           |
| 1977-1978 | Hapoel Jerusalem FC        |
| 1978-1979 | Maccabi Petah-Tikvah FC    |
| 1979-1980 | Beitar Tel Aviv Bat Yam FC |
| 1982-1983 | Hapoel Beit Shemesh FC     |
| 1983-1984 | Hapoel Hadera FC           |
| 1984      | Maccabi Ramat Amidar FC    |
| 1985-1986 | Hapoel Be'er Sheva         |
| 1987-1988 | Hapoel Petah-Tikvah        |
| 1999      | Israel                     |

## Logros

### Club
- National league (6): 1954–55, 1958–59, 1959–60, 1960–61, 1961–62, 1962–63
- State Cup (1): 1956–57

### Selección nacional
- Copa Asiática (1): 1964

### Individual
- Goleador de la Copa Asiática 1956.